# 東京特殊車体
東京特殊車体株式会社（とうきょうとくしゅしゃたい）は、後述する特殊車両の設計・製造をする日本の企業。京王グループに属する。本社は東京都八王子市長沼町にある。

## 概要
移動採血車、レントゲン車、各種検診車、放送中継車、衛星中継車、ファンタスティックバス、レトロ調バス、広報宣伝車、イベントカー、福祉バス、競走馬輸送車、防災機動車、レスキュー車、消防車両等の設計・製造を執り行っている。

## 沿革
- 1967年（昭和42年）2月10日 - 東京特殊車体株式会社 設立
- 1967年（昭和42年）8月21日 - 京王重機整備と提携して八王子市恩方に工場新設
- 1967年（昭和42年）10月1日 - 資本金500万円に増資
- 1968年（昭和43年）2月1日 - 京王重機整備、北野工場内へ移転
- 1968年（昭和43年）8月1日 - 資本金1,000万円に増資
- 1995年（平成7年）3月31日 - 資本金4,000万円に増資
- 2003年（平成15年）12月5日 - ISO9001（2000年版）認証取得
- 2009年（平成21年）8月28日 - ISO9001（2008年版）認証取得
- 2013年（平成25年）3月4日 - エコアクション21の認証取得
- 2013年（平成25年）11月27日 - 日本自動車車体工業会の新環境基準適合ラベル（通称ゴールドラベル）取得

## 手がけた車両の一例

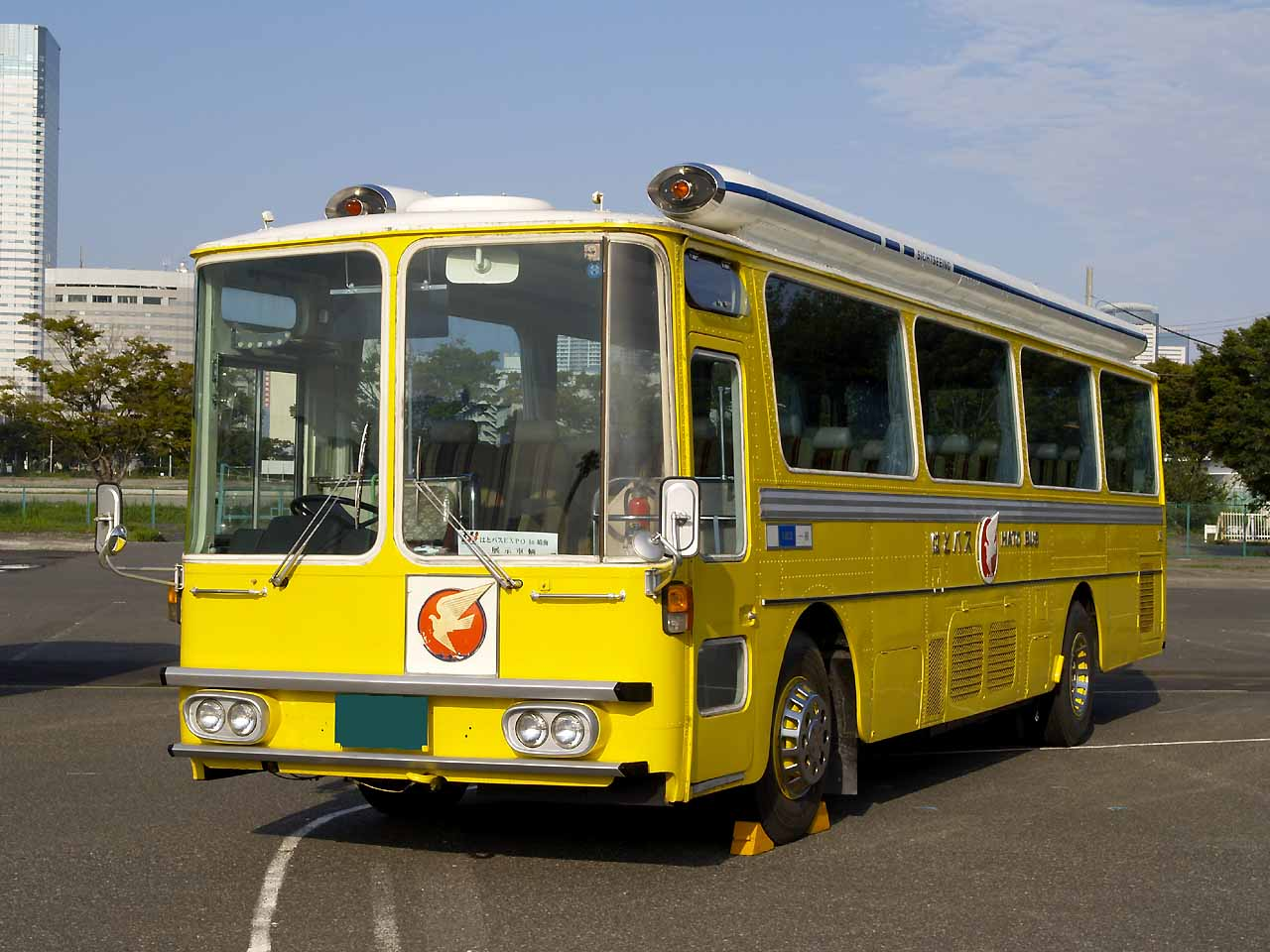
はとバス・スーパーバス
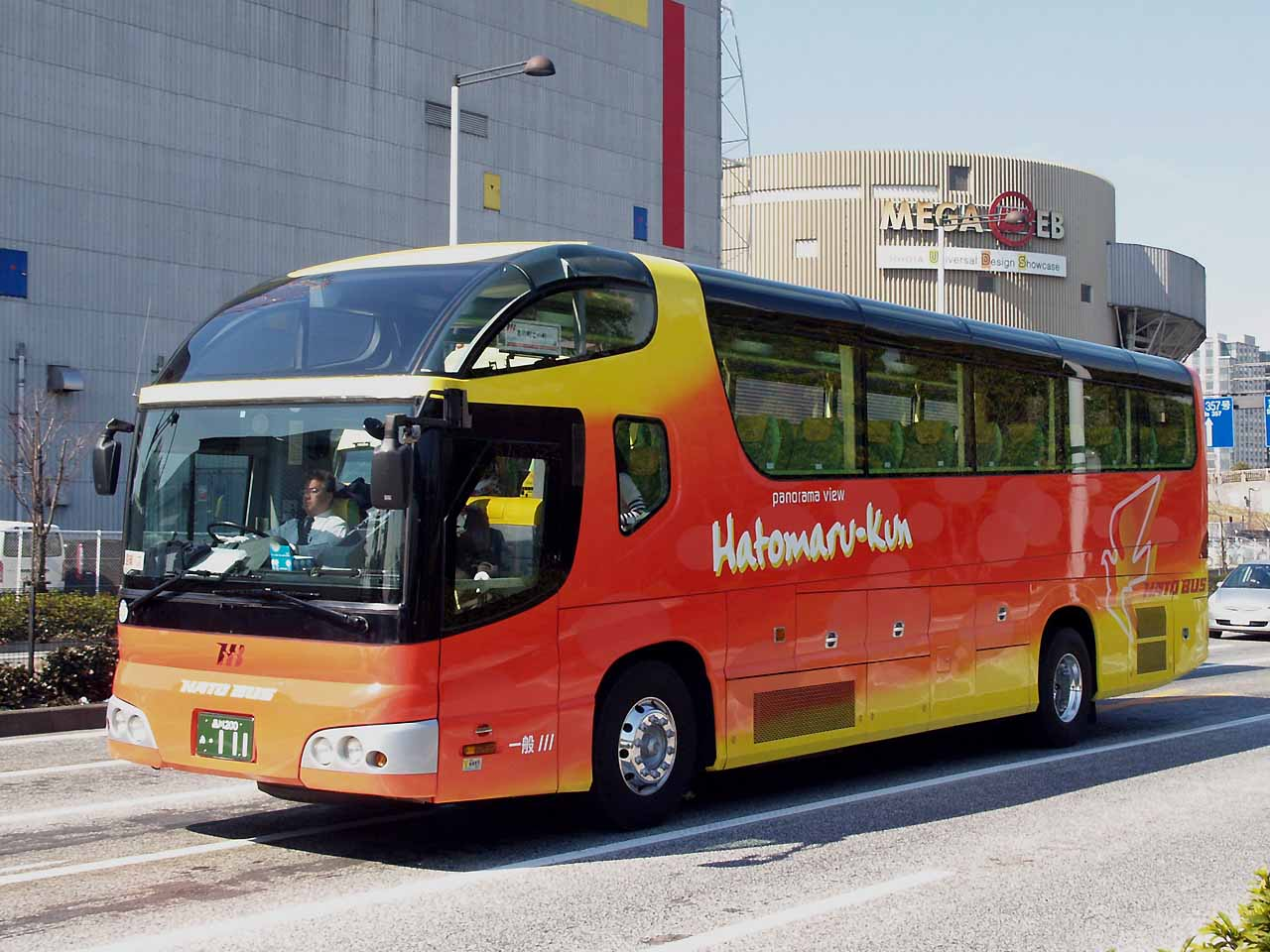
はとバス「はとまるくん」
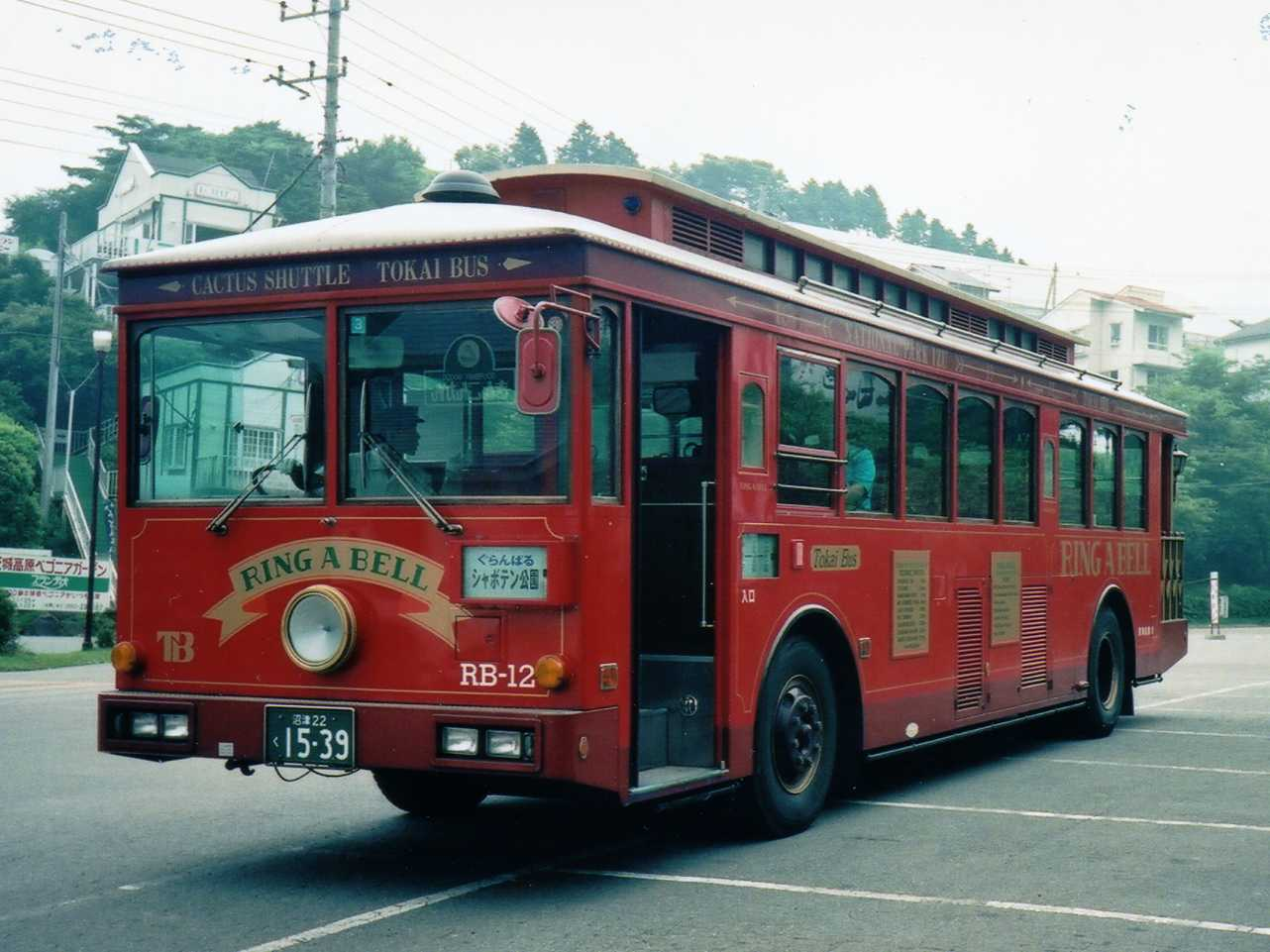
東海自動車「リンガーベル」
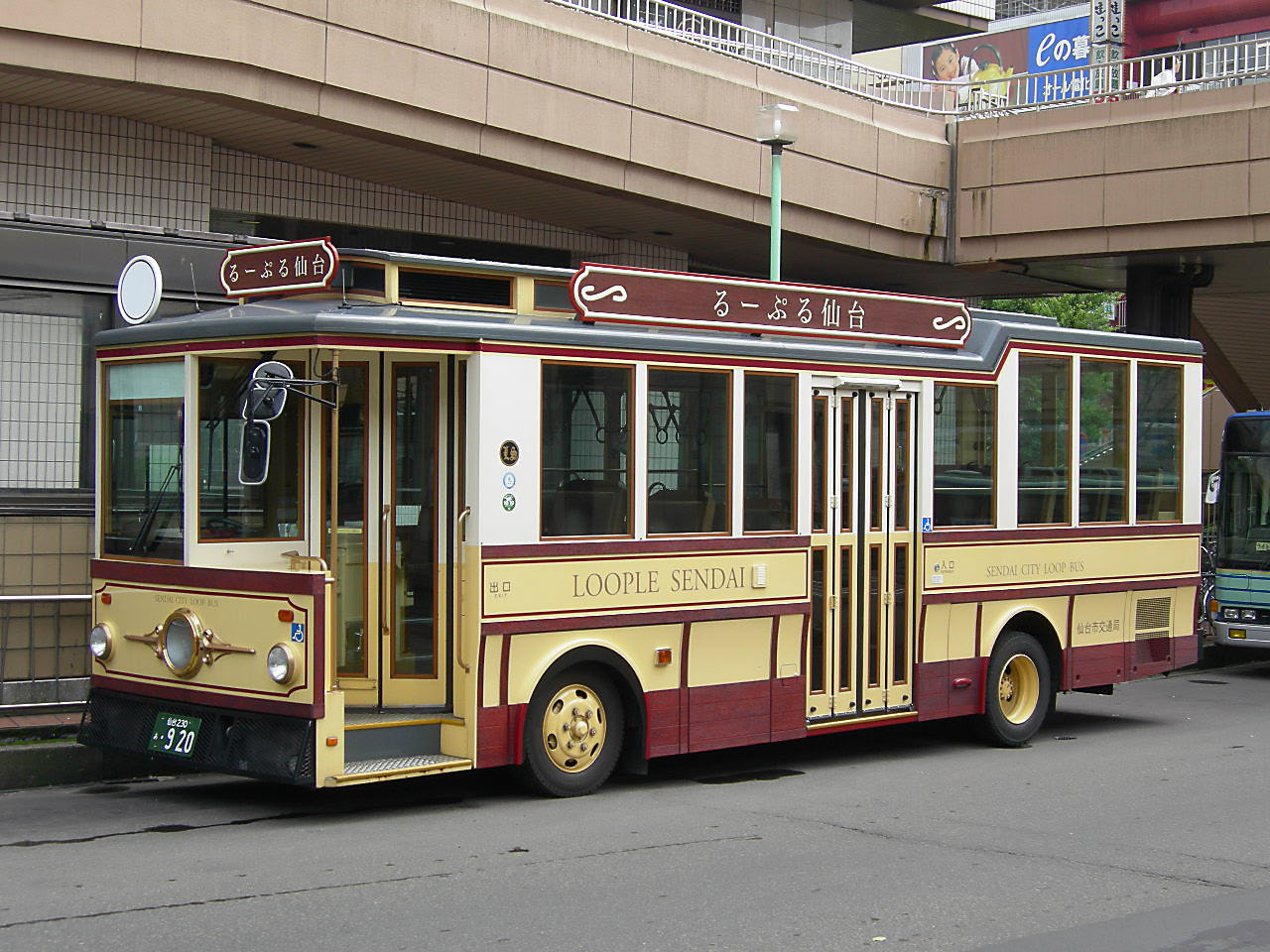
仙台市交通局「るーぷる仙台」
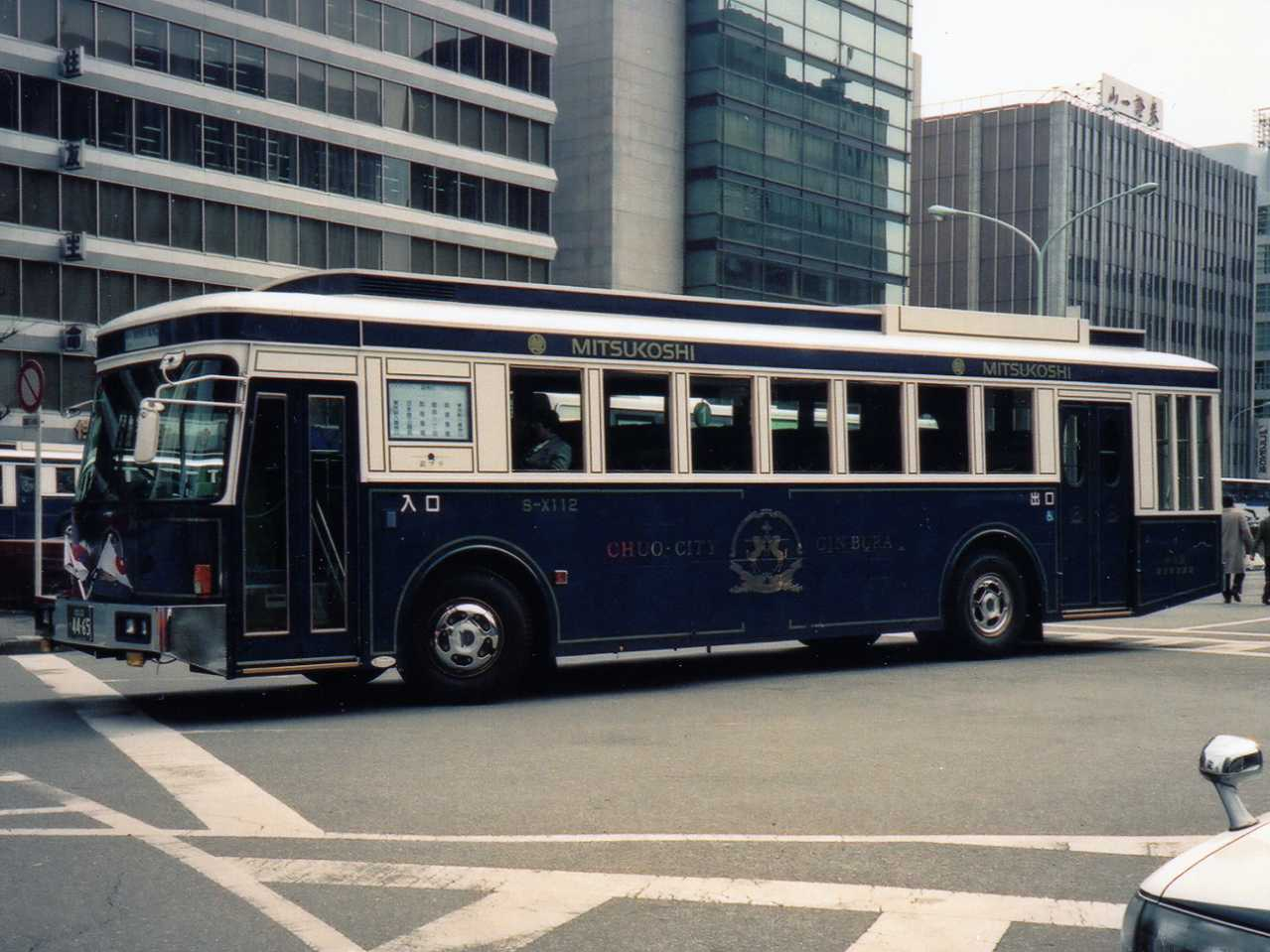
東京都交通局「銀ブラバス」
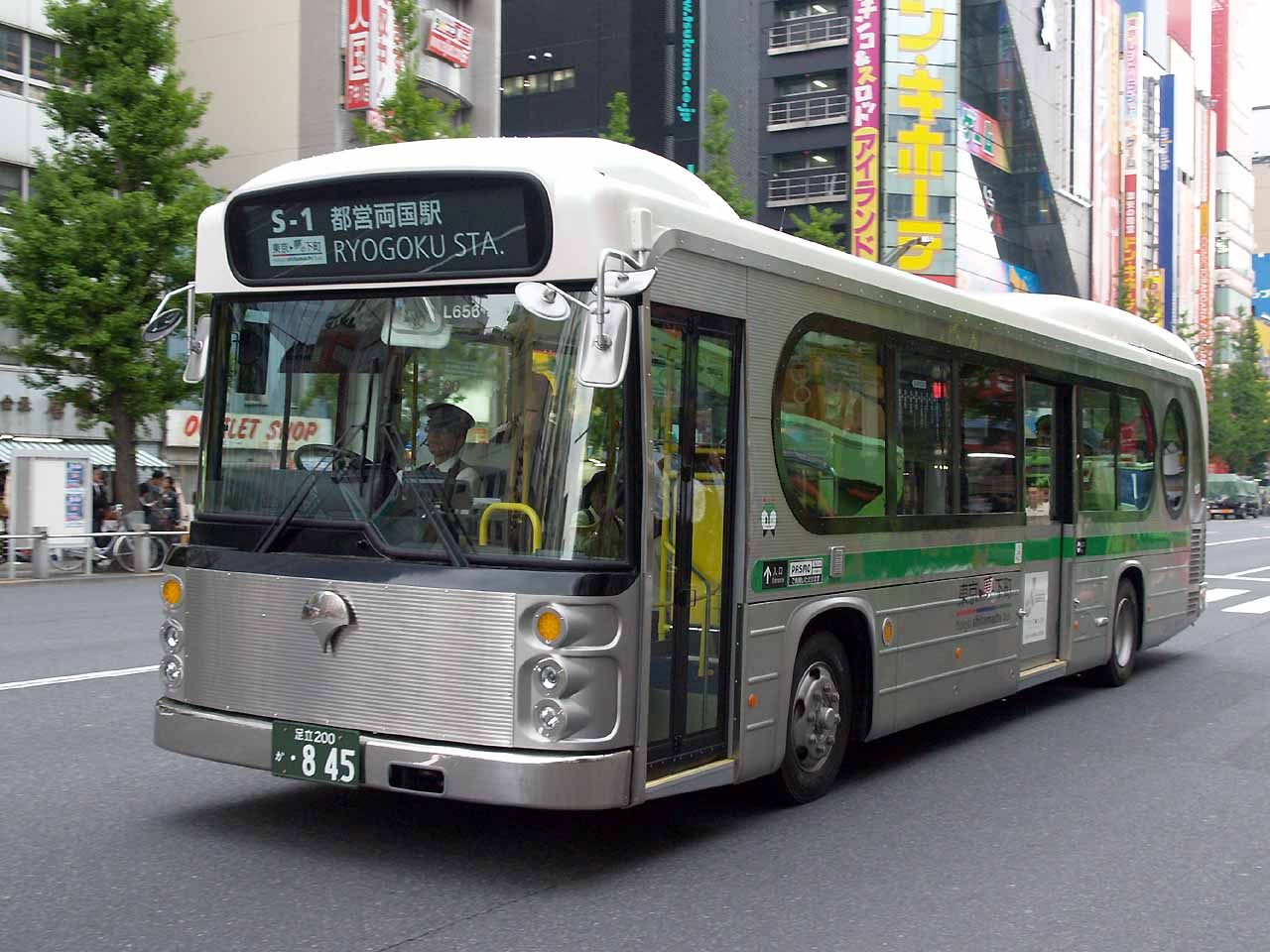
東京都交通局「東京・夢の下町」
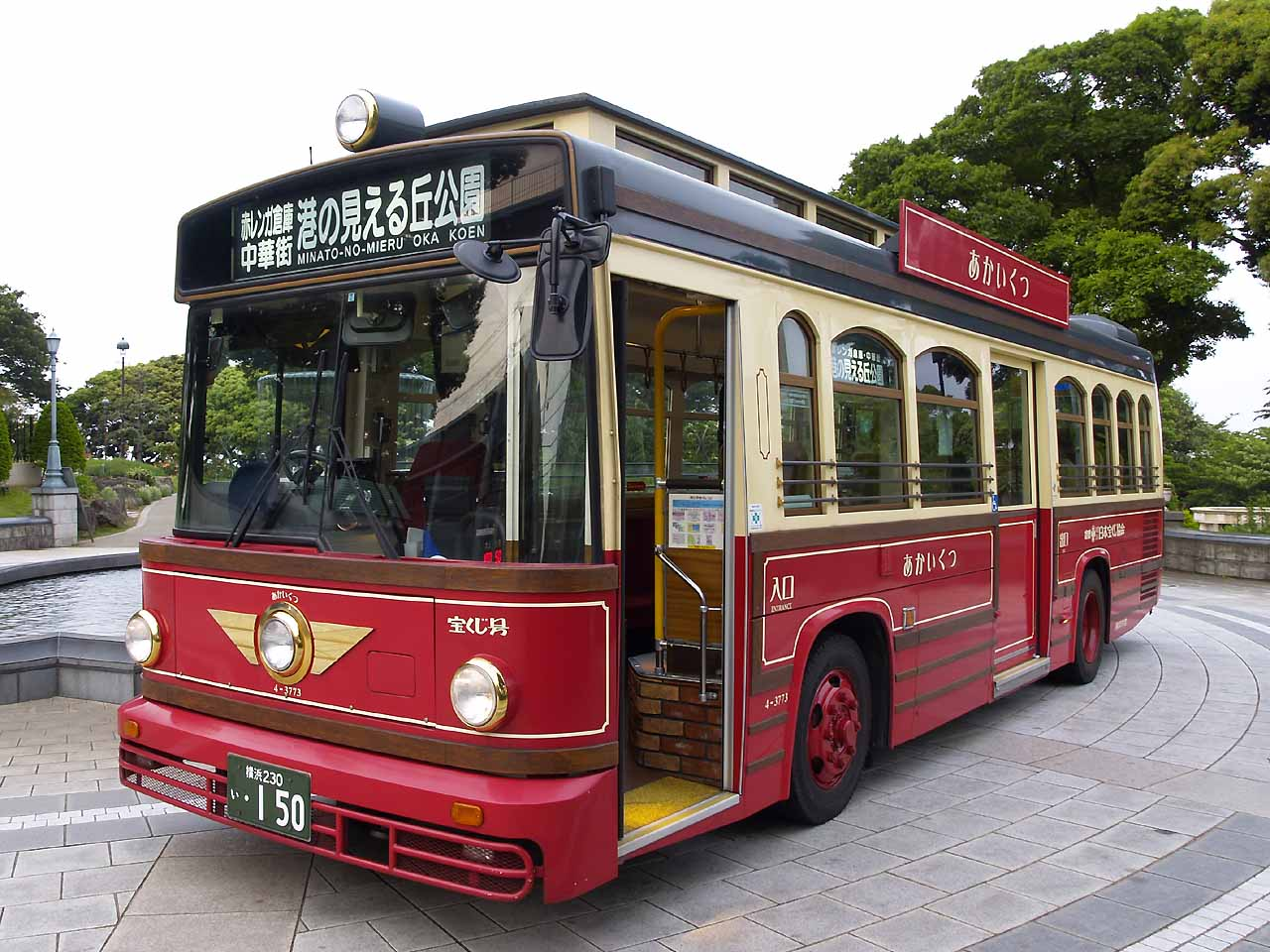
横浜市交通局「あかいくつ」
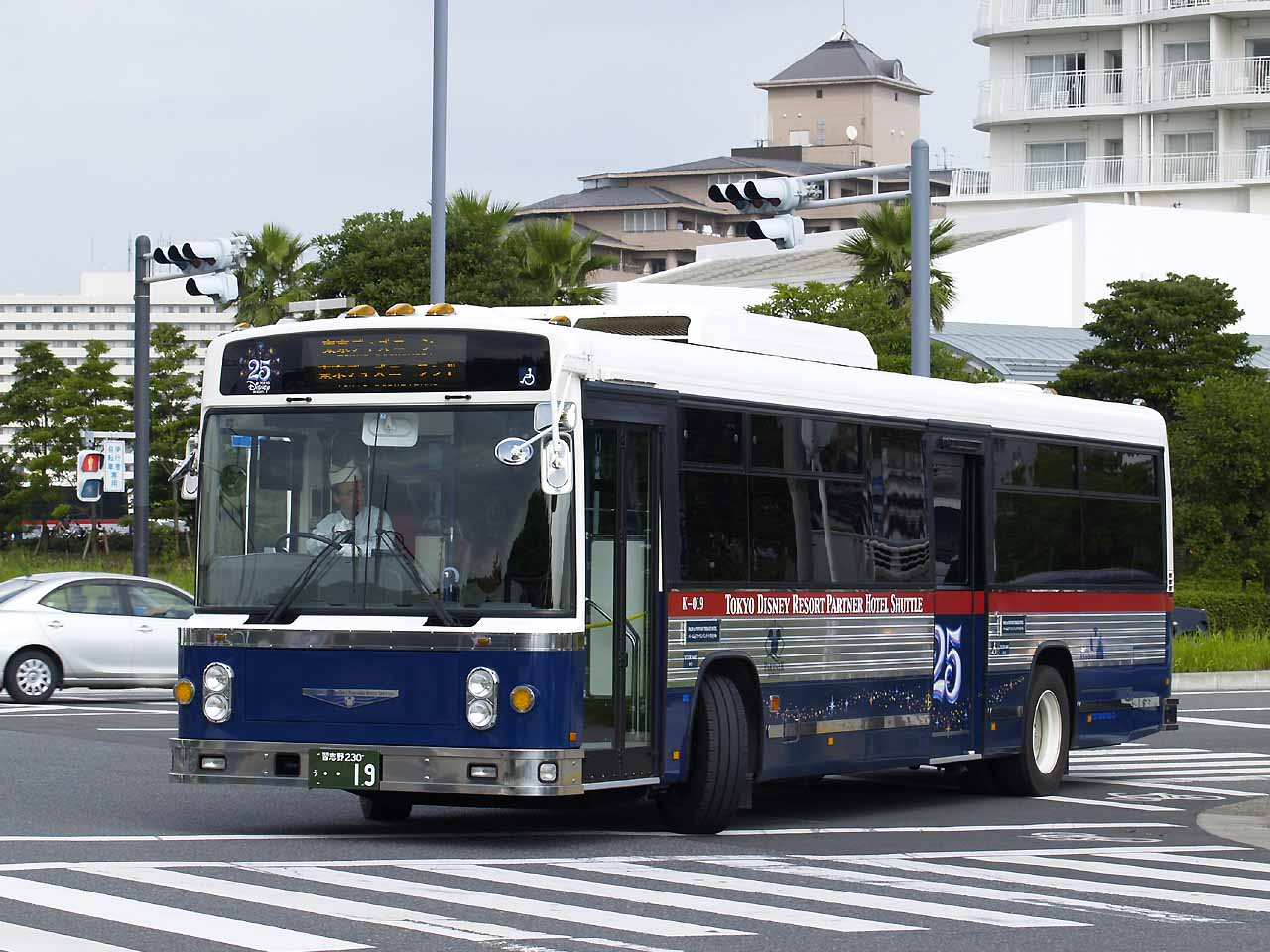
京成トランジットバス・東京ディズニーリゾート・パートナーホテルシャトル
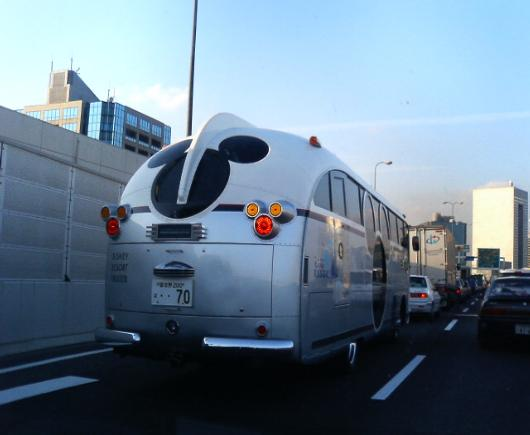
ディズニーリゾートクルーザー
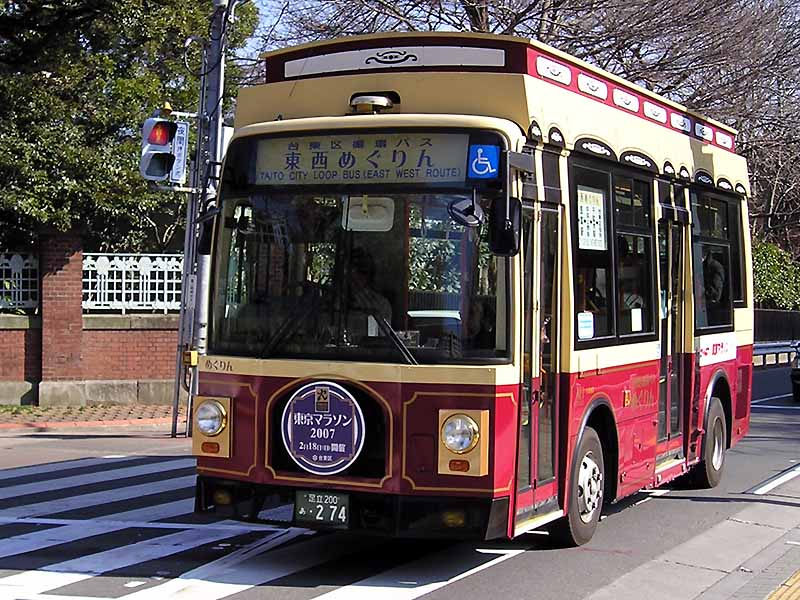
日立自動車交通「めぐりん」
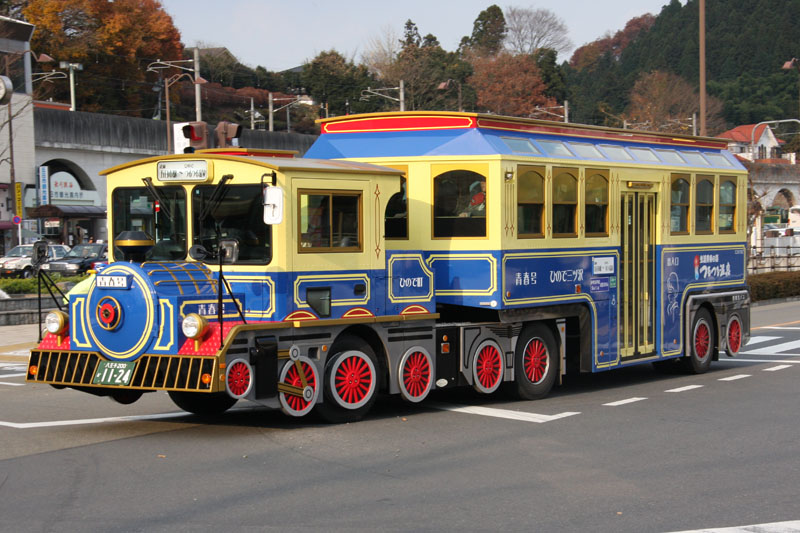
西東京バス「青春号」
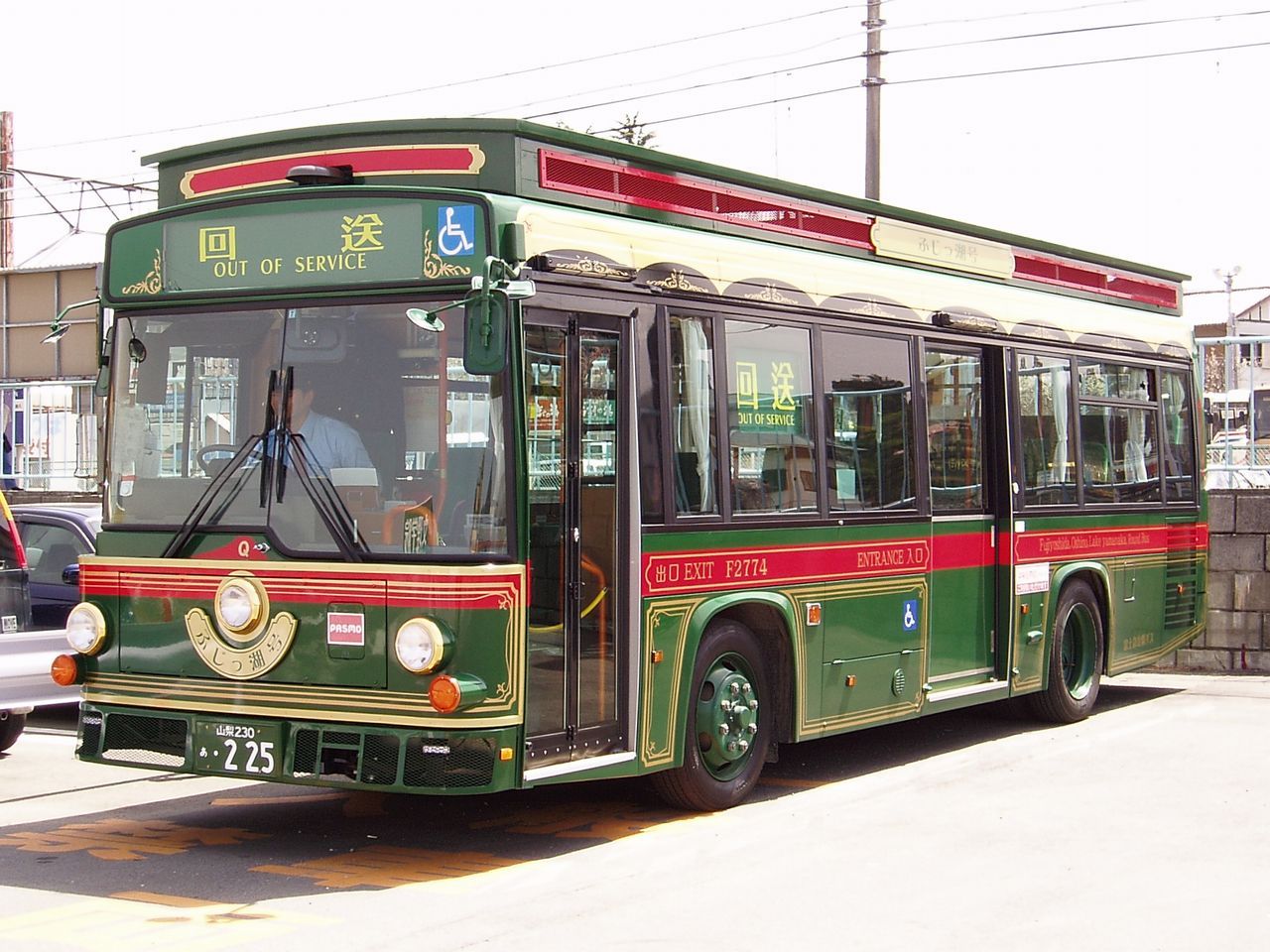
富士急山梨バス「ふじっ湖」
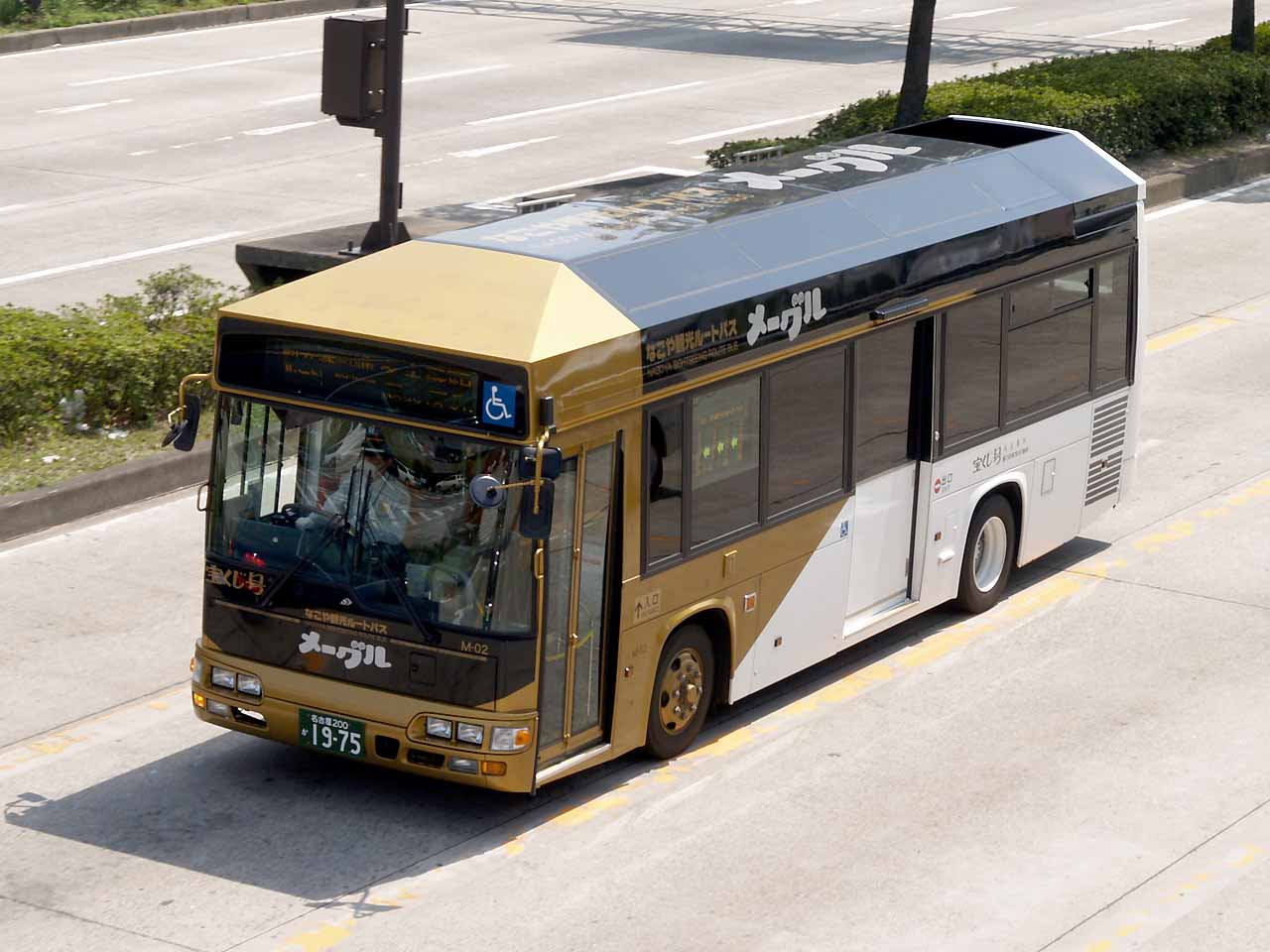
名古屋市交通局「メーグル」
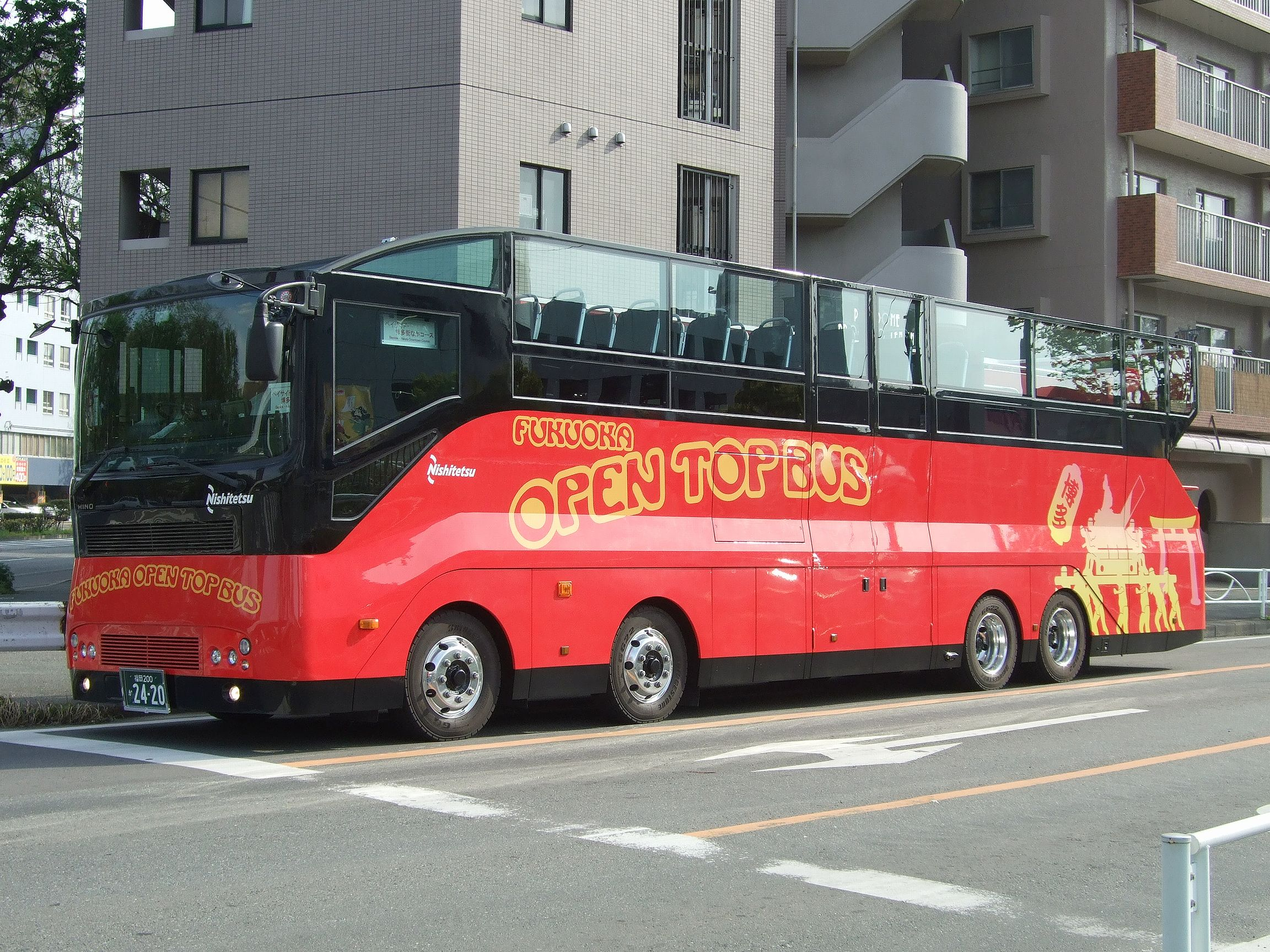
西日本鉄道 福岡オープントップバス
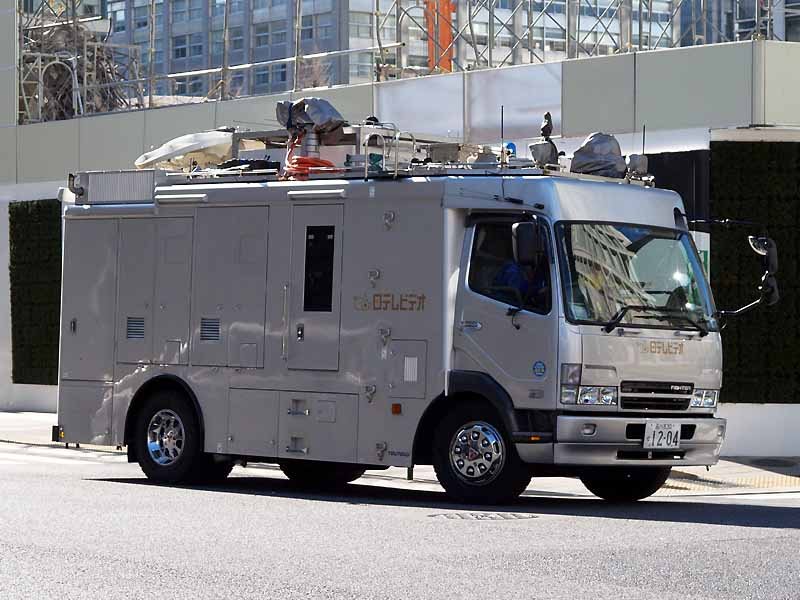
テレビ中継車（日本テレビビデオ）
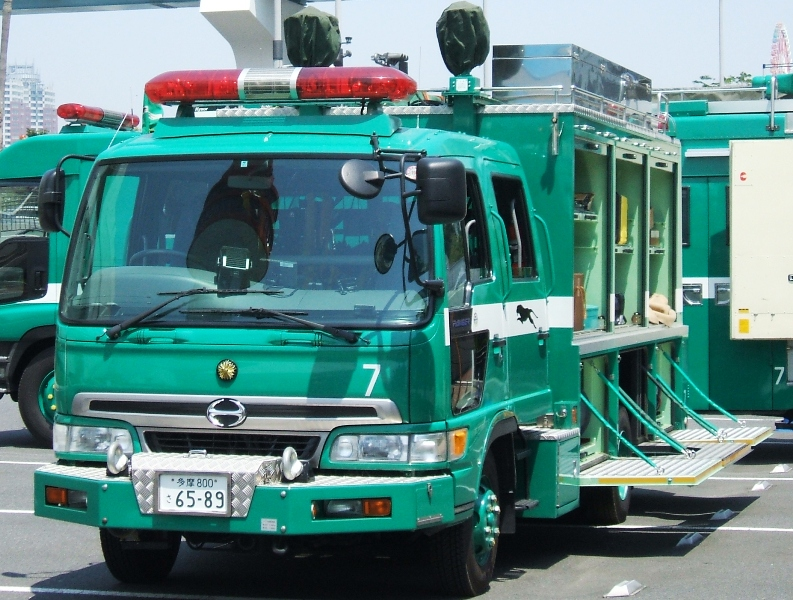
警視庁レスキュー車
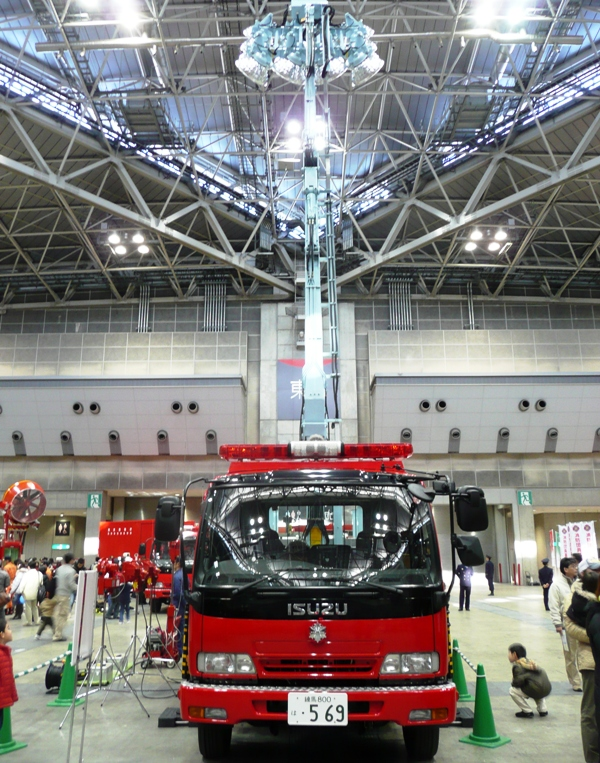
東京消防庁照明電源車
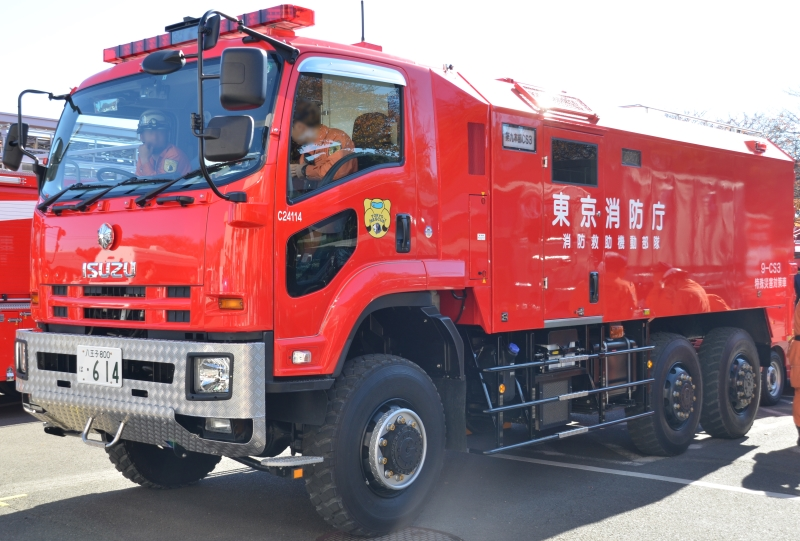
東京消防庁消防救助機動部隊 高踏破偵察車（いすゞ車体との共同製造）
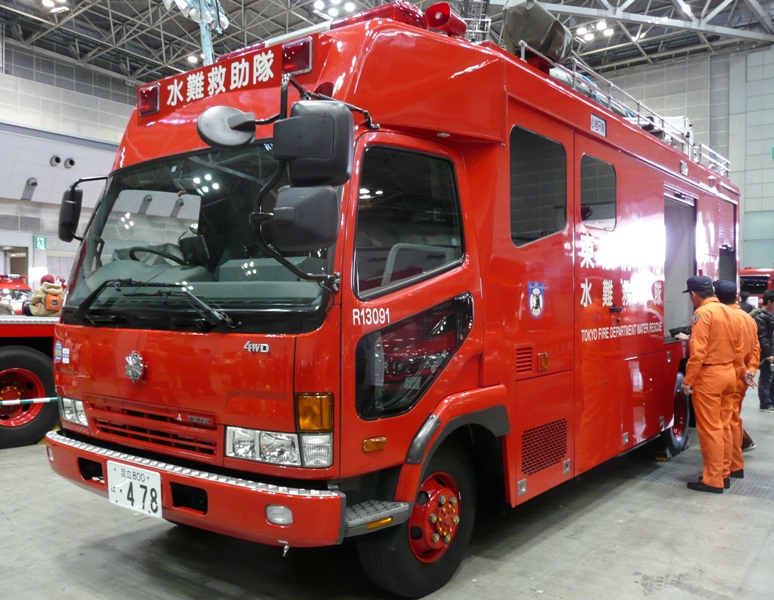
東京消防庁水難救助車
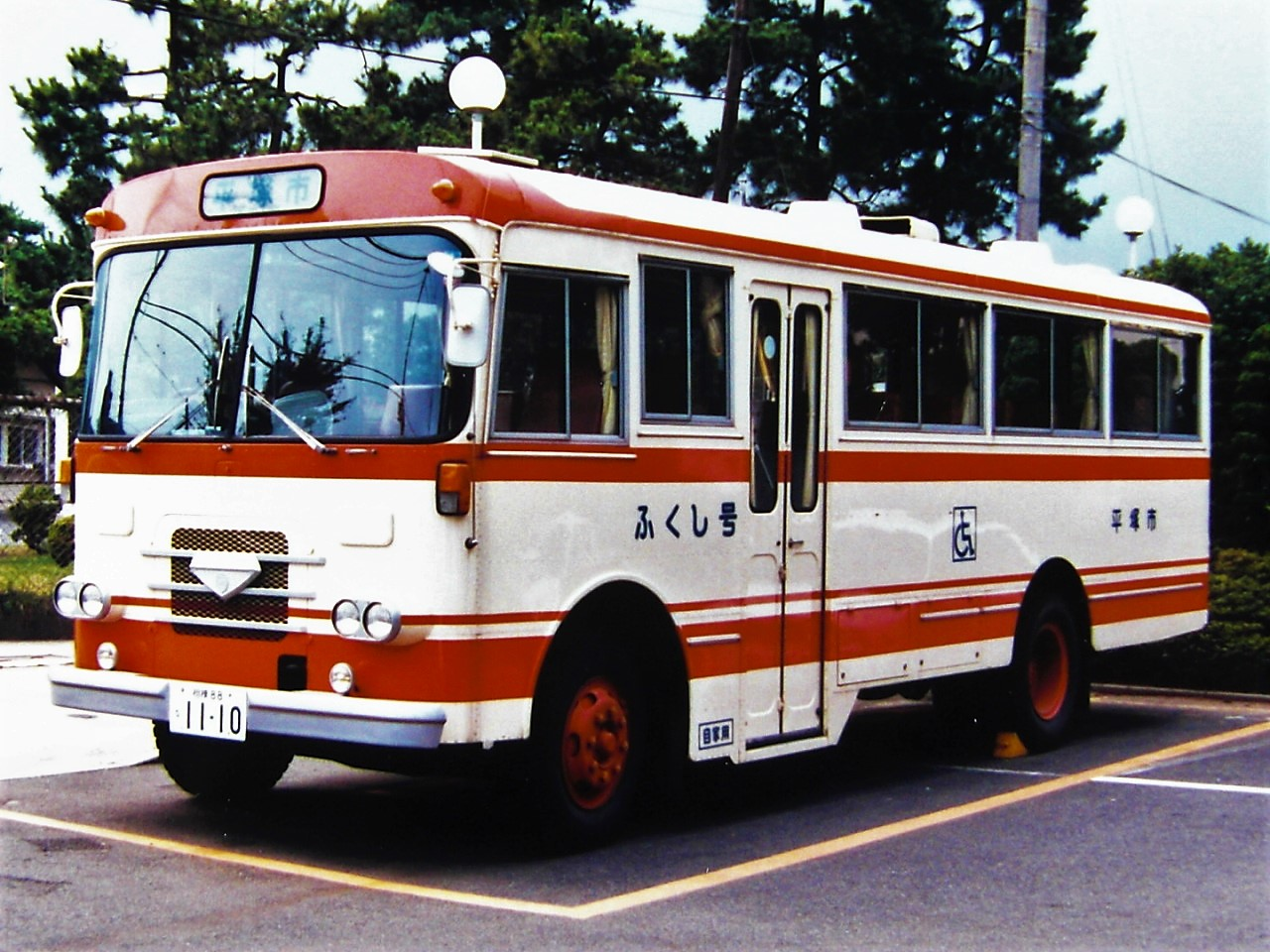
平塚市 リヤーに車椅子用リフト装備の特装車 いすゞBD40